# Robert Pache
Robert Pache   (Morges, 26 de setembre de 1897 - Pully, 31 de desembre de 1974) fou un futbolista suís, que jugava com a davanter, que va competir entre les dècades de 1910 i 1930.
El 1924 va prendre part en els Jocs Olímpics de París, on guanyà la medalla de plata en la competició de futbol. Pel que fa a clubs, defensà els colors del Servette FC (1917-1919 i 1921-1925), CA Paris (1919-1921), amb qui guanyà la Copa francesa de futbol de 1920, i FSV Francoforte (1924-1930). Amb la selecció nacional jugà 15 partits entre 1921 i 1924, en què marcà 8 gols.